# 桑雪
桑雪（1984年12月7日—），天津人，中国女子跳水运动员。在2000年夏季奥林匹克运动会上，和李娜合作获得10米跳台跳水冠军。

## 荣誉
- 中国青年五四杰出贡献奖章
- 全国新长征突击手
- 中国青年五四奖章
- 全国优秀共青团员
- 全国五一劳动奖章
- 全国“三八”红旗手
- 天津市三八红旗手
- 天津市特等劳动模范
- 九五立功奖章
- 十五立功先进个人
- 全国体育系统先进工作者

## 主要成绩
- 1998年美国友好运动会女子10米跳水双人冠军
- 1998年美国友好运动会女子10米跳水单人季军
- 1999年新西兰第十一届世界杯女子10米跳水单人冠军
- 1999年新西兰第十一届世界杯女子10米跳水双人冠军
- 1999年新西兰第十一届世界杯女子10米跳水混合团体冠军
- 2000年5月加拿大杯国际跳水赛女子10米跳水冠军
- 2000年第27届悉尼奥运会女子10米跳水双人冠军
- 2000年悉尼世界杯女子10米跳水双人冠军
- 2000年悉尼世界杯女子10米跳水团体冠军
- 2000年泰国国际泳联跳水大奖赛暨总决赛女子10米跳水单人冠军
- 2001年日本世界锦标赛女子10米跳水双人冠军
- 2001年日本世界锦标赛女子10米跳水团体冠军